# Daniel Rono

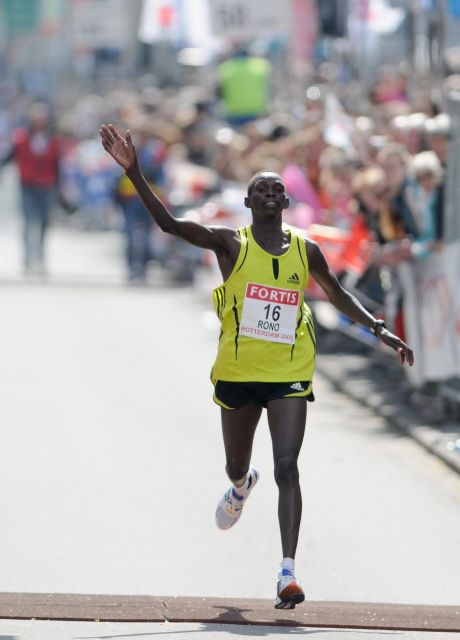
Zieleinlauf von Daniel Rono beim Rotterdam-Marathon 2008

Daniel Rono (* 13. Juli 1978) ist ein kenianischer Langstreckenläufer, der sich auf den Marathon spezialisiert hat.
1995 siegte er beim Alsterlauf und beim Altöttinger Halbmarathon. Seine Bestzeit im Halbmarathon stellte er mit 1:00:14 h 2002 in Groningen auf.
2005 gewann er den Madrid-Marathon, 2006 den Mumbai-Marathon und den Toronto Waterfront Marathon. 2007 belegte er beim Paris-Marathon den dritten und beim Toronto Waterfront Marathon den zweiten Platz.
2008 verbesserte er als Zweiter beim Rotterdam-Marathon seine persönliche Bestzeit um fast drei Minuten auf 2:06:58 h und wurde Dritter beim New-York-City-Marathon. 2009 wurde er Zweiter beim Boston-Marathon, 2010 Siebter in Rotterdam.